# Bohumil Veselý
Bohumil Veselý (1945. június 18. –) cseh labdarúgó.

## Pályafutása

### A válogatottban
1967 és 1974 között 26 alkalommal szerepelt a csehszlovák válogatottban és 3 gólt szerzett. Részt vett az 1970-es világbajnokságon.

## Sikerei, díjai
Sparta Praha
- Csehszlovák bajnok (2): 1964–65, 1966–67
- Csehszlovák kupa (3): 1963–64, 1971–72, 1975–76
- Közép-európai kupa (1): 1964